# پنج همسر من
پنج همسر من (به انگلیسی: My 5 Wives) یک فیلم کمدی آمریکایی محصول سال ۲۰۰۰ به کارگردانی سیدنی جی. فیوری و با بازی رادنی دنگرفیلد است.

## بازیگران
- رادنی دنگرفیلد در نقش مونت پیترسون
- جان باینر در نقش پرستون گیتس
- جان پینت در نقش استوارت
- جری استیلر در نقش دون جیووانی
- اندرو دایس کلی در نقش آنتونی «تونی» مورانو
- مالی شنون در نقش دکتر باربارا ون دایک
- فرد کیتینگ در نقش ری
- جو تایلور در نقش استفانی
- آنجلیکا لیبرا در نقش امیلی
- کیت لویبن در نقش ویرجینیا
- کارین کانووال

## بازخوردها
این فیلم با انتقادهای نامطلوب منتقدان روبرو شد.